# ポルズノフ (小惑星)
ポルズノフ (2771 Polzunov) は小惑星帯の小惑星である。ソ連（ロシア）のクリミア天体物理天文台でリュドミーラ・ジュラヴリョーワが発見した。
蒸気機関の発明者の1人とされるロシアの発明家、イワン・ポルズノフ（Ivan Ivanovich Polzunov, Иван Иванович Ползунов 1728年 - 1766年）に因んで命名された。